# لودو کوئک

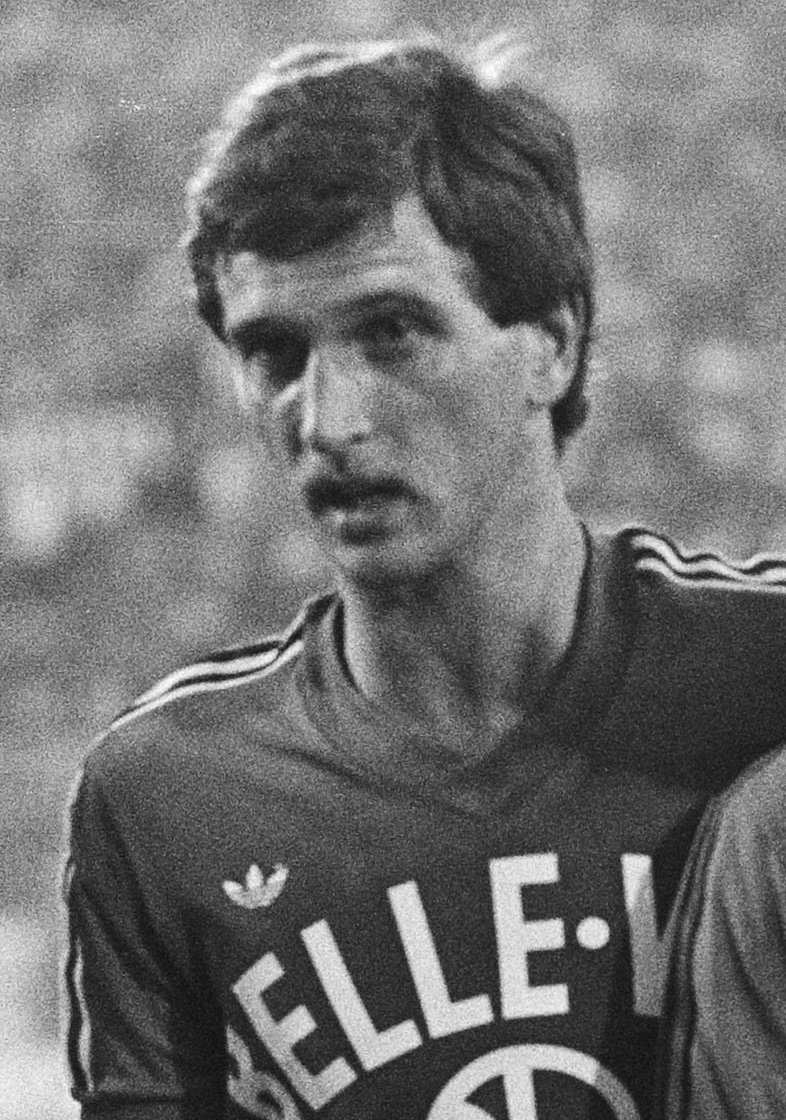
لودو کوئک - ۱۹۷۸

لودو کوئک (به انگلیسی: Ludo Coeck) بازیکن فوتبال اهل بلژیک و عضو تیم ملی فوتبال بلژیک است که در تاریخ ۸ سپتامبر ۱۹۷۴ میلادی اولین بازی ملی‌اش را مقابل تیم ملی فوتبال ایسلند انجام داد. او در ۴۵ بازی ملی حضور داشت و جمعاً ۳۷۵۲ دقیقه برای تیم ملی فوتبال بلژیک به میدان رفت. لودو کوئک آخرین بازی ملی خود را در تاریخ ۱۹ ژوئن ۱۹۸۴ میلادی در برابر تیم ملی فوتبال دانمارک انجام داد. وی در بازی‌های ملی‌اش ۴ گل به ثمر رساند.

## درگذشت
در ۷ اکتبر ۱۹۸۵، کوئک پس از امضای قرارداد با R.W.D. مولن‌بیک و شرکت در یک برنامه ورزشی تلویزیونی در بروکسل، هنگامی که در راه بازگشت به آنتورپ بود، خودروی بی‌ام‌و او در بزرگ‌راهی نزدیک شهر رامست با مانعی تصادف کرد و به شدت مجروح شد. او دو روز بعد از حادثه در کلینیک دانشگاه آنتورپ در ادجم درگذشت. هنگام مرگ ۳۰ ساله بود.